# Арнольд, Джон (историк)
Джон Арнольд (англ. John H. Arnold; род. 28 ноября 1969, Великобритания) — британский историк, медиевист, специалист по средневековой религии и культуре, в особенности по массовой религиозной культуре. Доктор философии, профессор Кембриджа (с 2016), прежде профессор Лондонского университета. Член Американской академии медиевистики.
Учился в Йоркском университете, получил степени бакалавра истории и доктора философии D.Phil. по медиевистике. Работал в Университете Восточной Англии, затем в 2001 году перешел в Биркбек (Лондонский университет) — где состоял профессором, с 2016 года профессор средневековой истории Кембриджа. Также профессорский фелло кембриджского Кингс-колледжа. Член Social History Society и Американской академии медиевистики.
Являлся редактором журнала Cultural and Social History. Входит в редколлегию журнала Past & Present (journal). Соредактор публикационной серии 'Heresy and Inquisition in the Middle Ages' (York Medieval Press). С 2019 года генредактор серии Cambridge Studies in Medieval Life and Thought (Cambridge University Press).
Автор ряда книг.
Автор History: A Very Short Introduction (Oxford University Press, 2000). Также автор What is Medieval History? (Polity, 2008 {Рецензия}; 2nd edition — 2020). Соредактор History after Hobsbawm: Writing the Past for the Twenty-First Century (Oxford University Press, 2018).